# لودی (کالیفرنیا)
لودی (به انگلیسی: Lodi) شهری در شهرستان سن ژواکین، کالیفرنیا ایالت کالیفرنیا است که در سرشماری سال ۲۰۱۰ میلادی، ۶۲۱۳۴ نفر جمعیت داشته است.